# كونراد فكتور شنايدر
كونراد فكتور شنايدر (بالألمانية: Konrad Viktor Schneider)‏ هو بروفيسور ألماني، ولد في 1614 في Bitterfeld ‏ في ألمانيا، وتوفي في 1680 في فيتنبرغ في ألمانيا.